# Mela (figlio di Licimnio)
Mela, (in greco antico: Μέλας?) un personaggio della mitologia greca, uno dei figli di Licimnio e di Perimede.

## Mitologia
Aveva due fratelli Eono e Argeio. 

Amico e compagno di guerra insieme ad Argeio di Eracle andò a combattere Eurito il re di Ecalia trovandovi la morte insieme al fratello. Il semidio, loro lontano parente li seppellì entrambi.